# Hệ thống động lực

Vòng hấp dẫn Lorenz là một ví dụ của một hệ thống động học phi tuyến. Việc nghiên cứu hệ thống này giúp phát triển lý thuyết hỗn độn.

Hệ thống động lực học là một hình thức hóa dưới dạng toán học cho bất kì "quy tắc" cố định nào mà miêu tả sự phụ thuộc thời gian của vị trí một điểm trong không gian xung quanh của nó. Ví dụ: gồm mô hình toán học miêu tả dao động của con lắc đồng hồ, dòng chảy của nước trong đường ống, và số lượng cá mỗi mùa xuân trong một hồ.
Ở bất kì thời gian xác định một hệ thống động học có một trạng thái được cho bởi một tập hợp của các số thực (một vector) mà có thể được biểu diễn bởi một điểm trong một không gian trạng thái thích hợp (một đa tạp hình học). Những thay đổi nhỏ trong trạng thái của hệ thống tương ứng với những thay đổi nhỏ ở các con số. Quy tắc phát triển của hệ thống động lực là một quy tắc cố định miêu tả các trạng thái tương lai tiếp theo từ trạng thái hiện tại. Quy tắc là tất định: cho một khoảng thời gian xác định chỉ một trạng thái tương lai theo sau một trạng thái hiện tại.
Ví dụ nâng cao
- ánh xạ Logistic
- phép biến đổi nhóm 2(Dyadic)
- Tent map
- con lắc đôi
- Arnold's cat map
- ánh xạ móng ngựa
- Baker's map is an example of a chaotic piecewise linear map
- Billiards và outer billiards
- Hénon map
- hệ Lorenz
- ánh xạ đường tròn
- ánh xạ Rössler
- danh sách các ánh xạ hỗn độn
- Swinging Atwood's machine
- hệ thống mô phỏng ánh xạ toàn phương
- Động học của quả bóng nảy